# (32647) 3109 P-L
3109 P-L (asteroide 32647) é um asteroide da cintura principal. Possui uma excentricidade de 0.05196350 e uma inclinação de 10.86397º.
Este asteroide foi descoberto no dia 24 de setembro de 1960 por Cornelis Johannes van Houten e Ingrid van Houten-Groeneveld e Tom Gehrels em Palomar.